# Mesiodens

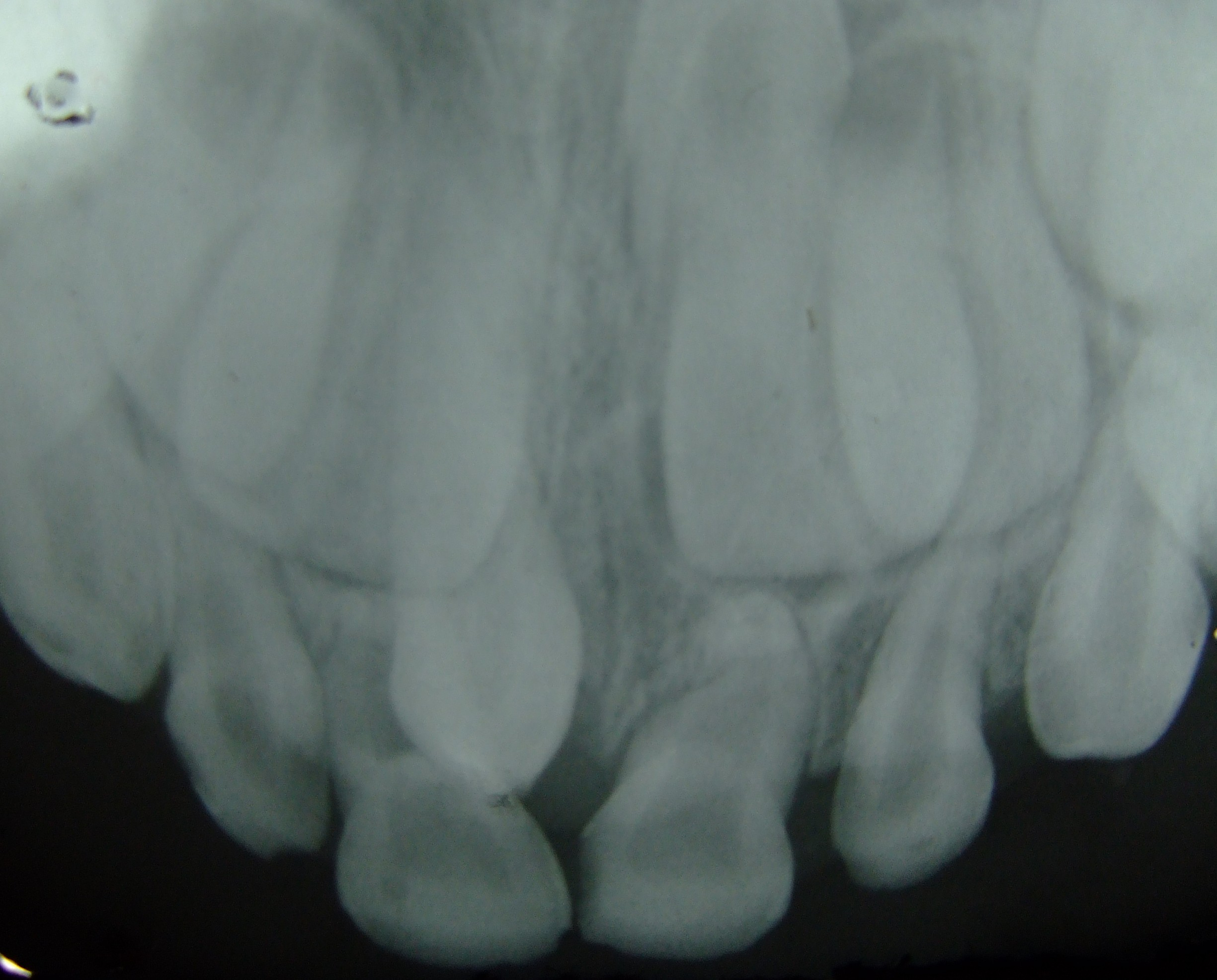
Mesiodens zwischen den noch vorhandenen oberen Milchschneidezähnen.

Ein Mesiodens (von griech. μέσος (mésos) „mittelseitig“, „zur Mitte des Zahnbogens hin“) und (lat. dens „Zahn“, Synonym: Odontoid (von griech.: ὀδούς (odous) „Zahn“  und griech. εἶδος (eídos) „Aussehen“)) ist ein überzähliger, meist atypisch geformter oder verkümmerter Zahn zwischen den Oberkieferfrontzähnen 11 und 21, in seltenen Fällen auch zwischen den Unterkieferfrontzähnen 31 und 41. Die Prävalenz wird in der Literatur mit 0,15 bis 1,9 % angegeben. Männer sind etwa zweimal häufiger betroffen als Frauen.

## Diagnostik
Weil ein Mesiodens nur in seltenen Fällen spontan durchbricht, ist er meist nur röntgenologisch nachweisbar. Im Erwachsenenalter kann der Mesiodens als Zufallsbefund bei einem OPG auftreten. Bei Kindern ist grundsätzlich ein ektopischer, asymmetrischer oder verzögerter Durchbruch eines oder beider mittlerer Schneidezähne verdächtig und sollte weiter untersucht werden. In der Regel erfolgt der Nachweis mittels zweier apikaler Zahnfilmaufnahmen in unterschiedlicher Projektion, um die Lage des überzähligen Zahnes im Verhältnis zu den Wurzeln der benachbarten Zähne zu bestimmen. Ein Mesiodens kann auch invertiert (d. h. die Wurzelspitze zeigt Richtung Mundhöhle) liegen.
Alternativ lässt sich ein Mesiodens auch computertomographisch darstellen. Dies erfolgt in der allgemeinen Praxis aufgrund der (noch) höheren Strahlenbelastung und aufgrund der Tatsache, dass diese Geräte noch nicht weit verbreitet sind, selten.

### Klassifizierung
Mesiodentes lassen sich anhand ihres Auftretens im Milchgebiss (supplementär) oder permanenten Gebiss (rudimentär) einteilen. Darüber hinaus können Mesiodentes anhand ihrer Form eingeteilt werden in:
- konisch
- tubulär
- molariform

## Therapie
Falls der Mesiodens spontan durchbricht, kann dieser einfach extrahiert werden. In der Regel bleibt aber nur die operative Entfernung. Hier muss der Zeitpunkt für die Entfernung sorgfältig gewählt werden. Bei einem frühen Eingriff besteht die Gefahr, die noch im Wachstum befindlichen Wurzeln der permanenten Zähne im Operationsgebiet zu schädigen. Andererseits besteht das Risiko der Zystenbildung oder, dass der Mesiodens die Wurzeln der Nachbarzähne resorbiert. Stellt der Mesiodens kein Durchbruchshindernis für die Nachbarzähne bzw. kein Hindernis für eine kieferorthopädische Behandlung dar, kann zunächst (trotz eines Diastemas) abgewartet werden, bis das Wurzelwachstum der Nachbarzähne abgeschlossen ist. Dieses Vorgehen erfordert regelmäßige Röntgenkontrollen. Auch wenn ein Mesiodens zeitlebens symptomfrei bleiben kann, sollte er spätestens aber nach abgeschlossenem Wurzelwachstum  entfernt werden, allein schon, um die Gefahr einer Zystenbildung zu bannen.

## Entstehung
Zur Entstehung (Ätiologie) von Mesiodentes gibt drei verschiedene, zum Teil kontrovers diskutierte Theorien:
- Phylogenetische Reversion: Grundlage dieser Theorie war die Annahme, dass es sich bei dem Mesiodens um einen Atavismus handelt. Demnach hatte der Mensch Vorfahren mit drei mittleren Schneidezähnen. Das gelegentliche Auftreten eines Mesiodens ist somit die Folge einer zufälligen Expression alter Gene. Diese Theorie konnte durch embryologische Untersuchungen widerlegt werden.[8]
- Dichotomie: Diese Theorie geht davon aus, dass sich eine der Zahnanlagen im Laufe ihrer Entwicklung teilt und somit eine zusätzliche Zahnanlage entsteht.[9]
- Gewebshyperaktivität: Diese – heute am weitesten verbreitete Theorie – geht davon aus, dass die zusätzliche Zahnanlage durch Hyperaktivität in der lamina dentalis bedingt ist. Eine kleine Abkapselung von aktiven Zellen bildet die zusätzliche Zahnanlage.[10]